# Provincia de Colchagua (1826-1976)
La provincia de Colchagua fue una de las divisiones administrativas de Chile existente desde 1826 hasta 1976. Tuvo su capital en la ciudad de San Fernando durante la mayor parte de su existencia. Durante algunos años Curicó y Rancagua fueron capitales de la provincia.

## Historia

### 1826-1928
La provincia de Colchagua fue una de las primitivas ocho provincias (Coquimbo, Aconcagua, Santiago, Colchagua, Maule, Concepción, Valdivia y Chiloé) que se crearon en Chile con las leyes federales el 31 de enero de 1826. Su territorio correspondía con las delegaciones de Colchagua, Curicó y Talca.

Artículo Primero: El territorio de la República se divide en las ocho provincias siguientes [...]:

4ª Desde la orilla sur del río Cachapoal hasta el río Maule. Esta provincia se denominará la provincia de COLCHAGUA; su capital, la Villa de Curicó.
Ley del 30 de agosto de 1826

Este modelo se mantuvo con la sanción de la Constitución de 1828.
Inicialmente la provincia de Colchagua fue integrada por los siguientes departamentos:
| Departamento | Cabecera         |
| ------------ | ---------------- |
| San Fernando | San Fernando     |
| Curicó       | Curicó (capital) |
| Talca        | Talca            |

En 1833, una nueva Constitución reorganiza el régimen interior, estableciendo los departamentos, las subdelegaciones y los distritos como entidades inferiores a las provincias. Poco después, por ley de agosto de ese año, se segrega el departamento de Talca para formar la provincia homónima y, en 1834, se crea el departamento de Caupolicán con capital en la recientemente nombrada villa de Rengo.
| Departamento | Cabecera     |
| ------------ | ------------ |
| Caupolicán   | Rengo        |
| San Fernando | San Fernando |
| Curicó       | Curicó       |

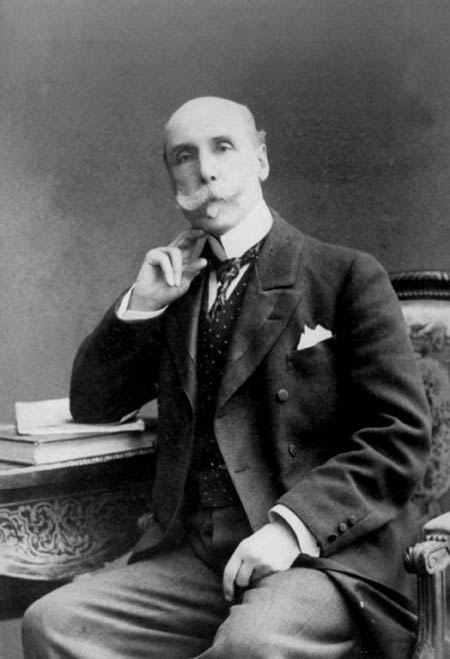
El connotado escritor e intelectual Alberto Blest Gana fue Intendente de Colchagua entre los años 1864 y 1865.

Aunque la capital provincial divagó entre San Fernando, Curicó y Talca, dependiendo de la residencia del intendente, un decreto del 12 de septiembre de 1840 la estableció definitivamente en San Fernando.
En 1865, el departamento de Curicó se separa para formar la provincia de Curicó.
La Enciclopedia Británica de 1911 decía sobre Colchagua:

Una provincia de Chile central, que limita al norte con Santiago y O'Higgins, al este con Argentina, al sur con Curicó, y al oeste con el Pacífico. Su área es estimada oficialmente en 3.856 metros cuadrados; población (1895) 157,566. Extendiéndose a través del gran valle central de Chile, la provincia tiene un área considerable dedicada a la agricultura, pero se le da mucha atención a la ganadería y la minería. Su principal río es el Rapel, a veces considerado como el límite sur del Imperio inca. Su más grande afluente es el Cachapoal, en el valle en que, entre las estribaciones andinas, se encuentran los populares baños termales de Cauquenes, a 2306 pies sobre el nivel del mar. El ferrocarril central estatal de Santiago a Puerto Montt cruza la provincia y tiene dos ramales dentro de sus bordes, uno desde Rengo a Peumo, y uno de San Fernando vía Palmilla a Pichilemu en la costa. Las principales localidades son la capital, San Fernando, Rengo y Palmilla. San Fernando es una de las varias ciudades fundadas en 1742 por el entonces gobernador general José de Manso, y tenía una población de 7,447 en 1895. Rengo es un activo pueblo comercial y tenía una población de 6,463 en 1895.

El 17 de septiembre de 1925, mediante el Decreto Ley 529, se crea el Departamento de San Vicente con cabecera en San Vicente de Tagua Tagua, separándolo de Caupolicán.

### 1928-1934
En 1928, el gobierno de Carlos Ibáñez del Campo decide reestructurar todas las provincias del territorio nacional mediante el Decreto con Fuerza de Ley 8.582 del 28 de enero de ese año. La nueva provincia de Colchagua absorbe los departamentos de Rancagua y Cachapoal de la provincia de O'Higgins y el de Santa Cruz perteneciente a la provincia de Curicó:
| Departamento | Cabecera     |
| ------------ | ------------ |
| Rancagua     | Rancagua     |
| Cachapoal    | Peumo        |
| Caupolicán   | Rengo        |
| San Fernando | San Fernando |
| Santa Cruz   | Santa Cruz   |

### 1934-1976
Por iniciativa de numerosos vecinos de la antigua provincia de Colchagua, se logra el restablecimiento de los territorios de esa división y la provincia de O'Higgins, por Ley 5.376. Colchagua conserva la siguiente organización hasta 1976:
| Departamento                   | Cabecera     |
| ------------------------------ | ------------ |
| San Fernando                   | San Fernando |
| Santa Cruz                     | Santa Cruz   |
| Cardenal Caro (creado en 1973) | Marchigüe    |

En julio de 1974 ocurre un nuevo cambio en la división políticoadministrativa del país, con la creación de las regiones. El 1 de enero de 1976 entró en vigencia la nueva VI Región (denominada desde 1979 como VI Región del Libertador General Bernardo O'Higgins), fusionando el territorio de O'Higgins y Colchagua, suprimiendo sus intendencias y creando en ellas gobernaciones provinciales, con el rango de los antiguos departamentos. La actual Región de O'Higgins es integrada por las provincias de Cachapoal (brevemente denominada O'Higgins), Colchagua y, desde 1979, Cardenal Caro.